# Wilhelm von Arnim (Landrat)
Friedrich Wilhelm August Carl von Arnim (* 30. März 1814 in Brandenstein (Möckern); † 18. Oktober 1890 ebenda) war ein preußischer Verwaltungsjurist und Landrat.

## Leben
Wilhelm von Arnim wurde als Sohn des Landrats Ludwig Heinrich Wilhelm von Arnim auf Brandenstein und der Karoline von Stechow-Kotzen geboren. Er hatte mehrere Geschwister.
Er studierte an der Rheinischen Friedrich-Wilhelms-Universität und wurde 1834 Mitglied des Corps Borussia Bonn. Nach dem Studium trat er in den Dienst des preußischen Staates. 1845/46 war er kommissarischer Landrat des Kreises Bernkastel, 1847/48 Landrat des Kreises Gummersbach, 1849 des Kreises Duisburg und 1849–1851 des Kreises Geldern. Zuletzt war er Oberregierungsrat. 

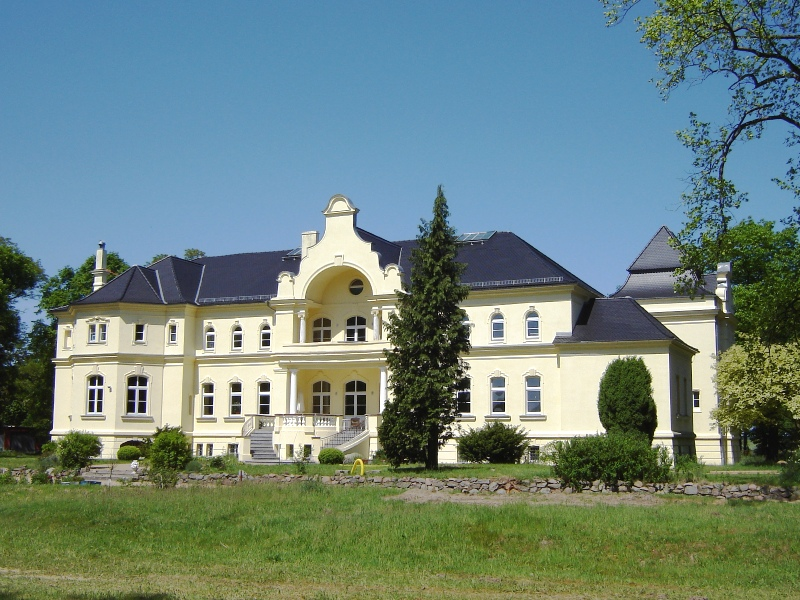
Gartenfassade Herrenhaus Brandenstein

Er setzte nach dem Tod seines älteren Bruders den Familienstamm von Arnim-Brandenstein fort und lebte bis zu seinem Tod auf Brandenstein.
Verheiratet war Wilhelm jun. von Armin mit Emilie Freiin von der Heyden-Rhynsch. Aus der Ehe gingen zwei Töchter und ein Sohn Hans hervor, der als Fideikommissherr Brandenstein betreute und dessen Wappen am Herrenhaus des Rittergutes Brandenstein mit dem seiner Frau Anna Maria von Wietersheim-Neuhof angefügt ist.